# 無痛失戀
是2004年的美國電影，由米歇·龔德里執導，凱特·溫絲蕾及金·凱瑞主演。

## 故事大綱
在蒙托克往紐約羅克維爾中心的長島鐵路火車上，害羞內向的喬爾和自由奔放的克蕾婷相遇了，兩人都不知為何覺得必須在那天前往蒙托克。儘管個性迥異，但兩人受彼此吸引。事實上，兩人曾有過一段情，在交往兩年後，兩人因爭執而分手，克蕾婷到紐約的忘情診所請他們刪除自己腦中有關兩人的回憶。喬爾在透過友人羅布和嘉莉得知此事後，也找上同一服務消除自己的記憶。
由於在消除記憶時必須整理過去的記憶，這讓喬爾不得不經歷這段他想忘記的回憶，但過程中他想起兩人的甜蜜回憶，因此開始反悔，於是試圖造假記憶以欺騙診所員工，一度讓消除過程出現偏差，但喬爾還是沒能保住記憶，在記憶瓦解前，喬爾的最後記憶是在與克蕾婷相遇的蒙托克海岸，克蕾婷低聲與他約好要在此重逢。這個誓言導致兩人都前往蒙托克，並因此在火車上重逢。
在喬爾的記憶被削除的期間，發生另一段獨立的故事。忘情診所的員工派翠克負責執行消除作業，他利用這段回憶來搭訕克蕾婷。忘情診所的櫃台瑪麗在和同事斯坦交往，但她喜歡的人其實是已婚的忘情診所負責人霍華德博士，在刪除喬爾記憶的期間，瑪麗發現自己以前曾經與霍華德博士有染，後來她消除這段記憶，卻又再次愛上霍華德博士，霍華德博士的妻子發現這件事後表示感嘆，並支持兩人在一起。而對此事大感震驚的瑪麗自診所辭職，並偷走公司的檔案，將所有客戶造訪診所時表示要將記憶消除的錄音帶交給每個客戶。
重逢的喬爾和克蕾婷重逢後，期望與彼此展開一段新的關係，但當他們兩人都收到瑪麗寄來的錄音帶，在聽到對方對自己的痛苦回憶後，兩人都大感震驚，克蕾婷試圖結束這段關係，但後來兩人意識到戀愛關係中必然存在一些缺陷，這讓他們決定繼續走下去，並認為彼此本來應該在一起。

## 角色
| 角色               | 演員             | 配音官话 | 配音粤语 |
| ------------------ | ---------------- | -------- | -------- |
| 乔尔·巴里斯        | 金·凯瑞          |          |          |
| 克蕾婷             | 凯特·温斯莱特    |          |          |
| 玛丽               | 克斯汀·鄧斯特    |          |          |
| 帕特里克           | 伊莱贾·伍德      | 姜广涛   | 梁偉德   |
| 斯坦·弗兰克        | 馬克·盧法洛      |          |          |
| 霍华德博士         | 湯姆·威爾金森    |          |          |
| 嘉莉·埃金          | 珍·亞當斯        |          |          |
| 罗布·埃金          | 大衛·科茨        |          |          |
| 霍利斯             | 迪尔德丽·奥康    |          |          |
| 鄰居               | 托马斯·杰伊·瑞安 |          |          |
| 年轻·的乔尔·巴里斯 | 瑞安·惠特尼      |          |          |
| 年轻·的恶霸1       | 喬許・弗利特     |          |          |
| 年轻·的恶霸2       | 保利·利特        |          |          |

## 評價
獲得廣泛的正面評價，爛番茄根據249篇專業影評，獲得平均92%的好評度，平均得分8.5（滿分10分），駐站影評家共識評語寫道「在查理·考夫曼聰明、富有想像力的劇本和米歇·龔德里同樣大膽的導演風格的推動下，《無痛失戀》是對人際關係和心痛的曲折而真誠的審視。」。IMDb給予該片的平均分數為8.3（滿分10分）。Metacritic的41篇評論文章，其中40篇予以好評1篇褒貶不一，平均分為89（滿分100），綜合結果為「普遍良好的評價」。
2022年8月，《IndieWire》列出40部最佳悲傷電影名冊裡，本片榜上有名。

## 奖项
奥斯卡：
- 最佳原创剧本奖-Pierre Bismuth, Michel Gondry 和 Charlie Kaufman
- 最佳女主角提名-Kate Winslet

金球奖（音乐或喜剧类）：
- 最佳电影提名
- 最佳编剧提名
- 最佳男主角提名-Jim Carrey
- 最佳女主角提名-Kate Winslet

英国电影学院奖：
- 最佳电影提名
- 最佳导演提名
- 最佳原创剧本奖
- 最佳男主角提名-Jim Carrey
- 最佳女主角提名-Kate Winslet
- 最佳剪辑奖

## 外部連結
- 官方网站
- 互联网电影数据库（IMDb）上《無痛失戀》的资料（英文）
- AllMovie上《無痛失戀》的资料（英文）
- 爛番茄上《無痛失戀》的資料（英文）
- 罗杰·埃伯特的影評 （页面存档备份，存于）
- Box Office Mojo上《無痛失戀》的資料（英文）